# 尚书省牒泽州旌忠庙碑
尚书省牒泽州旌忠庙碑位于山西省晋城市城区北街街道晋城一中内，年代为金明昌五年（1194年）。

## 保护
2013年1月，尚书省牒泽州旌忠庙碑公布为第三批晋城市文物保护单位，石窟寺及石刻类，编号3-22。